# Semarang
Semarang es una ciudad de Indonesia en la costa norte de la isla de Java. Es la capital de la provincia de Java Central. Tiene una superficie de 225,17 km ² y una población de aproximadamente 1,5 millones de habitantes, lo que le convierte en la quinta ciudad más grande del país. Es un puerto importante desde la época colonial. Es la ciudad natal del médico neerlandés Willem Einthoven, ganador del Premio Nobel de Fisiología y Medicina de 1924.

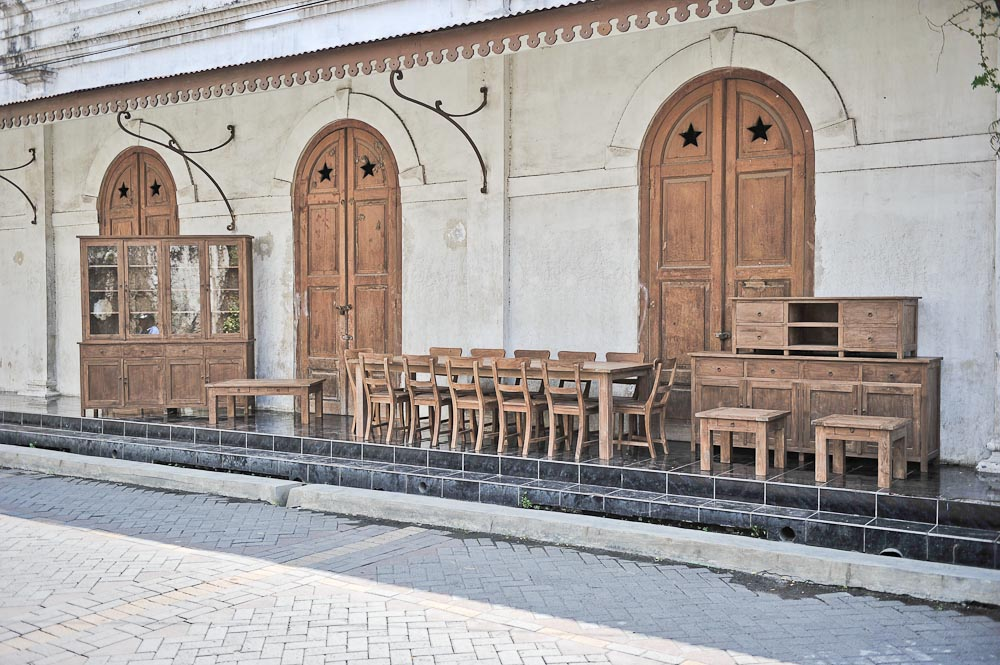

## Historia
La historia de Semarang se remonta al siglo IX, cuando se le conocía como Bergota. A finales del siglo XV, un árabe llamado Kyai Pandan Arang fundó un pueblo y una escuela islámica en este pueblo de pescadores. El 2 de mayo de 1547, el sultán Hadiwijaya de Pajang Kyai declaró a Pandan Arang el primer bupati (alcalde) de Semarang, creando así Semarang administrativa y políticamente.
En 1678, el Sultán Amangkurat II prometió ceder el control de Semarang a la Compañía Neerlandesa de las Indias Orientales (VOC) como parte del pago de una deuda. En 1682, el estado de Semarang fue fundado por el poder colonial holandés. El 5 de octubre de 1705, después de años de ocupaciones, Semarang se convirtió oficialmente en una ciudad de VOC cuando el sultán Pakubuwono I hizo un trato para otorgar amplios derechos comerciales a la VOC a cambio de eliminar la deuda de Mataram. La VOC, y más tarde el gobierno de las Indias Orientales Neerlandesas, establecieron plantaciones de tabaco en la región y construyeron carreteras y ferrocarriles, convirtiendo a Semarang en un importante centro comercial colonial.
La presencia histórica de una gran comunidad indo (euroasiática) en el área de Semarang también se refleja en el hecho de que existía allí una lengua mixta criolla llamada Javindo.

### Ciudad clásica de Indische (1678–1870)

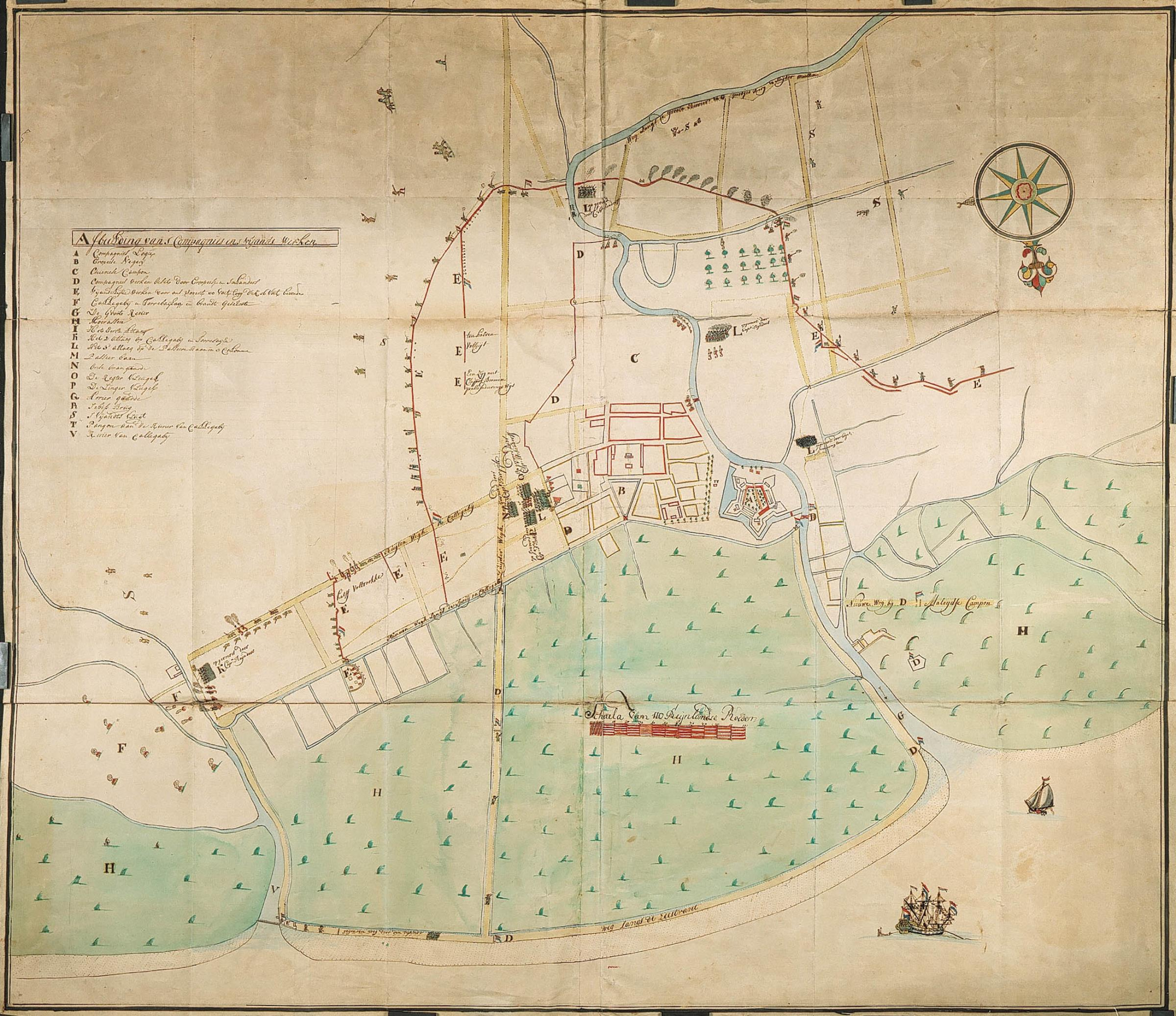
El primer asentamiento VOC de Semarang con su destacada fortaleza pentagonal.

Semarang fue entregada por el sultán de Mataram a las Indias Orientales Holandesas en 1678. La ciudad fue representada como un pequeño asentamiento con un área musulmana piadosa llamada Kauman, un barrio chino y una fortaleza holandesa. La fortaleza tiene una forma pentagonal con una sola puerta en el sur y cinco torres de vigilancia para proteger el asentamiento holandés de acciones de rebelión, segregando los espacios entre el asentamiento holandés y otras áreas. De hecho, la ciudad de Semarang solo se refería al barrio holandés, mientras que los otros asentamientos étnicos se consideraban pueblos fuera de los límites de la ciudad. La ciudad, conocida como de Europeesche Buurt, fue construida en estilo clásico europeo con una iglesia ubicada en el centro, amplios bulevares, calles y villas. Según Purwanto (2005), la forma urbana y arquitectónica de este asentamiento es muy similar a los principios de diseño aplicados en muchas ciudades holandesas, que comenzaron a preocuparse por el embellecimiento urbano.
Debido a la larga y costosa Guerra de Java, no hubo muchos fondos del gobierno de las Indias Orientales Holandesas, lo que afectó el desarrollo de Semarang. La mayor parte de la tierra se utilizó para los campos de arroz y la única pequeña mejora fue el desarrollo de una fortaleza circundante. Aunque menos desarrollado, Semarang tiene un sistema de ciudad bastante ordenado, en el que las actividades urbanas se concentraban a lo largo del río y el asentamiento estaba vinculado a un mercado donde diferentes grupos étnicos se reunían para comercializar. La existencia del mercado, en los últimos años, se convierte en un elemento primordial y generador del crecimiento económico urbano.
Una influencia importante en el crecimiento urbano fue el proyecto Great Mail Road en 1847, que conectó todas las ciudades de la costa norte de Java Central y Oriental y posicionó a Semarang como el centro comercial de la producción agrícola. El proyecto pronto fue seguido por el desarrollo del ferrocarril de las Indias Holandesas y las carreteras de conexión con el centro de la ciudad de Semarang a finales del siglo XIX. Colombijn (2002)</ref> marcó el desarrollo como el cambio de funciones urbanas, desde la antigua orientación fluvial hacia todos los servicios frente a las carreteras.

### La ciudad moderna (1870–1922)

Escudo de Semarang durante la época colonial holandesa, otorgado en 1827.

La mejora de la comunicación, resultado de los proyectos del Correo y Ferrocarril, trajo un boom económico a la ciudad en la década de 1870. Se construyeron hospitales, iglesias, hoteles y grandes casas a lo largo de nuevas carreteras principales; Bojongscheweg, Pontjolscheweg y Mataram street, densificaron la población en los asentamientos étnicos y crearon el kampong urbano (aldea).
El crecimiento urbano densificó el kampong urbano, alcanzando los 1000 habitantes por hectárea y degradando la calidad de las condiciones de vida. A principios del siglo XX, la tasa de mortalidad era alta debido al hacinamiento y la falta de higiene que desencadenaron los brotes de cólera y tuberculosis. Cobban (1993) notó el movimiento ético de kampongverbetering liderado por Henry Tillema en 1913 y la preocupación del Asesor de Descentralización por la mejora del kampong mediante la mejora de los baños públicos, el drenaje y la planificación de viviendas públicas.
En 1917, se implementó un proyecto de vivienda saludable en la parte sur de Semarang llamado Candi Baru. Thomas Karsten, el asesor de planificación urbana, transformó el concepto de segregación étnica que dividía los asentamientos urbanos anteriores en un nuevo plan de distrito de viviendas basado en clases económicas. Aunque prácticamente los tres grupos étnicos también se dividieron en tres clases económicas donde los holandeses y los chinos ricos ocuparon los lotes más grandes en el distrito de viviendas, Karsten había emergido efectivamente como el distrito desarrollado al integrar la red de carreteras, introduciendo el lavado público recientemente mejorado y baños, plazas e instalaciones deportivas de uso comunitario. Después del Candi Baru, hubo otros tres planes de vivienda entre 1916-1919 para dar cabida a un aumento de población del 55% en Semarang; 45.000 javaneses, 8.500 chinos y 7.000 europeos. Karsten marcó un nuevo enfoque del urbanismo con énfasis en los requisitos estéticos, prácticos y sociales, articulados no en términos de raza sino de zonas económicas.
Impulsada por el crecimiento económico y la planificación espacial de la ciudad, la ciudad había duplicado su tamaño y se había expandido hacia el sur en la década de 1920, creando un núcleo de metrópolis donde los grupos multiétnicos vivían y comerciaban en la ciudad. Las aldeas de los suburbios como Jomblang y Jatingaleh se convirtieron gradualmente en las ciudades satélites de Semarang, más pobladas y con un área de mercado más grande. Antes de la invasión de Japón en 1942, Semarang ya se había convertido en la capital de la provincia de Java Central, como resultado del éxito comercial e industrial y la planificación espacial.

### Ocupación japonesa e independencia tempranera
El ejército japonés ocupó la ciudad, junto con el resto de Java, en 1942, durante la Guerra del Pacífico de la Segunda Guerra Mundial. Durante ese tiempo, Semarang estaba encabezado por un gobernador militar llamado Shiko y dos vicegobernadores conocidos como Fuku Shiko. Uno de los vicegobernadores fue nombrado de Japón y el otro fue elegido entre la población local.
Después de la independencia de Indonesia en 1945, Semarang se convirtió en la capital de la provincia de Java Central el 18 de agosto de 1945, encabezada por el Sr. Moch.Ichsan. También se convirtió en el escenario de una batalla entre soldados indonesios y japoneses en octubre de 1945.

## Geografía
Semarang se encuentra en la costa norte de Java. La ciudad de Semarang es una de las ciudades más importantes ubicadas en la costa norte de Java y es el principal centro que conecta Yakarta y Surabaya, y las ciudades del interior sur de Java, Surakarta y Yogyakarta. La ciudad de Semarang tiene una altura que va desde 2 m (6,6 pies) por debajo del nivel del mar hasta 340 m (1120 pies) sobre el nivel del mar con una pendiente del 0% al 45%. La ciudad de Semarang es una ciudad que tiene una condición topográfica única en forma de una zona estrecha de tierras bajas y áreas montañosas que se extienden desde el lado oeste hasta el lado este de la ciudad de Semarang. La ciudad está ubicada a unos 558 km (347 millas) al este de Yakarta y 312 km (194 millas) al oeste de Surabaya.
Las zonas bajas de la ciudad de Semarang son muy estrechas. El área de tierras bajas en el oeste de Semarang solo tiene un ancho de 4 km (2,5 millas) desde la costa, mientras que en el este de Semarang, el área baja tiene un ancho de 11 km (6,8 millas) desde la costa. Esta zona de tierras bajas es una llanura aluvial de los grandes ríos que fluyen en la ciudad de Semarang, como Kali Garang (canal de inundación occidental), el río Pengkol y el río Bringin. Esta zona baja se extiende en el lado norte de Semarang y cubre casi el 40% del área total de Semarang. Esta zona de tierras bajas se conoce como la ciudad baja (Semarang Ngisor), así como el centro de la actividad económica de la ciudad. En estas condiciones, la zona baja de la ciudad suele verse afectada por inundaciones anuales y alcanzan su punto máximo durante la temporada de lluvias. En varias regiones, especialmente en el norte de Semarang, las inundaciones a veces también son causadas por mareas marinas desbordantes (inundaciones de marea). La zona montañosa de Semarang se extiende en el lado sur. Estas colinas son parte de una serie de cadenas montañosas del norte de Java que se extienden desde Banten hasta Java Oriental. La zona montañosa de la ciudad de Semarang se conoce como la ciudad alta (Semarang Dhuwur). Esta región montañosa es también la zona aguas arriba de los grandes ríos que fluyen en la ciudad de Semarang. La zona alta de la ciudad también está cerca del monte Ungaran.

### Clima
Semarang tiene un clima tropical monzónico (según la clasificación climática de Köppen Am) la ciudad presenta meses claramente más húmedos y secos, siendo de junio a agosto los meses más secos. Sin embargo, la precipitación mensual promedio no cae por debajo de los 60 mm (2,4 pulgadas), de ahí la categorización de selva tropical. Semarang recibe en promedio aproximadamente 2.800 mm (110 pulgadas) de lluvia al año. Las temperaturas medias en la ciudad son relativamente constantes, rondando los 28 °C (82 °F). La Variación de temperatura diurna aumenta ligeramente en la estación seca.
| Parámetros climáticos promedio de Semarang | Parámetros climáticos promedio de Semarang | Parámetros climáticos promedio de Semarang | Parámetros climáticos promedio de Semarang | Parámetros climáticos promedio de Semarang | Parámetros climáticos promedio de Semarang | Parámetros climáticos promedio de Semarang | Parámetros climáticos promedio de Semarang | Parámetros climáticos promedio de Semarang | Parámetros climáticos promedio de Semarang | Parámetros climáticos promedio de Semarang | Parámetros climáticos promedio de Semarang | Parámetros climáticos promedio de Semarang | Parámetros climáticos promedio de Semarang |
| Mes                                        | Ene.                                       | Feb.                                       | Mar.                                       | Abr.                                       | May.                                       | Jun.                                       | Jul.                                       | Ago.                                       | Sep.                                       | Oct.                                       | Nov.                                       | Dic.                                       | Anual                                      |
| ------------------------------------------ | ------------------------------------------ | ------------------------------------------ | ------------------------------------------ | ------------------------------------------ | ------------------------------------------ | ------------------------------------------ | ------------------------------------------ | ------------------------------------------ | ------------------------------------------ | ------------------------------------------ | ------------------------------------------ | ------------------------------------------ | ------------------------------------------ |
| Temp. máx. abs. (°C)                       | 38.9                                       | 36.7                                       | 36.7                                       | 37.2                                       | 38.3                                       | 37.8                                       | 41.1                                       | 37.8                                       | 37.2                                       | 37.8                                       | 37.8                                       | 38.9                                       | 41.1                                       |
| Temp. máx. media (°C)                      | 29.4                                       | 29.4                                       | 30.0                                       | 31.1                                       | 31.7                                       | 31.7                                       | 31.7                                       | 31.7                                       | 32.2                                       | 32.2                                       | 31.1                                       | 30.0                                       | 31.1                                       |
| Temp. media (°C)                           | 27.2                                       | 27.2                                       | 27.7                                       | 28.8                                       | 28.8                                       | 28.3                                       | 28.3                                       | 28.3                                       | 28.8                                       | 28.8                                       | 28.3                                       | 27.7                                       | 28.3                                       |
| Temp. mín. media (°C)                      | 25.0                                       | 25.0                                       | 25.0                                       | 25.5                                       | 25.5                                       | 25.0                                       | 24.4                                       | 24.4                                       | 25.0                                       | 25.5                                       | 25.5                                       | 25.0                                       | 25.0                                       |
| Temp. mín. abs. (°C)                       | 18.9                                       | 22.2                                       | 22.2                                       | 22.2                                       | 21.1                                       | 20.0                                       | 17.8                                       | 18.4                                       | 17.8                                       | 20.0                                       | 22.2                                       | 22.2                                       | 17.8                                       |
| Precipitación total (mm)                   | 429.3                                      | 360.7                                      | 320.0                                      | 231.1                                      | 160.0                                      | 78.7                                       | 78.7                                       | 61.0                                       | 99.1                                       | 160.0                                      | 221.0                                      | 330.2                                      | 2778.8                                     |
| Días de lluvias (≥ 1 mm)                   | 19                                         | 17                                         | 17                                         | 13                                         | 10                                         | 8                                          | 4                                          | 4                                          | 4                                          | 8                                          | 14                                         | 17                                         | 135                                        |
| Horas de sol                               | 5                                          | 6                                          | 6                                          | 8                                          | 8                                          | 8                                          | 10                                         | 10                                         | 10                                         | 9                                          | 8                                          | 6                                          | 8                                          |
| Humedad relativa (%)                       | 82                                         | 82                                         | 80                                         | 79                                         | 75                                         | 72                                         | 68                                         | 67                                         | 66                                         | 69                                         | 76                                         | 81                                         | 75                                         |
| Fuente n.º 1: Weatherbase                  |                                            |                                            |                                            |                                            |                                            |                                            |                                            |                                            |                                            |                                            |                                            |                                            |                                            |
| Fuente n.º 2: Weather Atlas                |                                            |                                            |                                            |                                            |                                            |                                            |                                            |                                            |                                            |                                            |                                            |                                            |                                            |

## Ciudades hermanadas
Semarang mantiene un hermanamiento de ciudades con:
- Brisbane, Queensland, Australia.
- Đà Nẵng, Vietnam.
- Palu, Célebes Central, Indonesia.